# Michal Kubovčík
Michal Kubovčík (* 17. května 1980, Bratislava) je slovenský herec a komik. Vystudoval herectví na VŠMU. Působil ve více slovenských divadlech a do povědomí diváků se dostal především díky televizním pořadům jako Haló a Horná Dolná.

## Život a kariéra
Vyrůstal v Rači spolu s rodiči a dvěma sestrami.
Na střední škole se vyučil kamenným sochařem. Byl ovlivněn dědečkem, který byl jeden z největších kamenických mistrů. Ze začátku měl problém dostat se na VŠMU kvůli ráčkovaní. Trvalo mu rok a půl, než se mu podařilo tuto vadu odstranit a na herectví se nakonec dostal. Mezitím chodil i na pedagogickou fakultu.
Působil v divadle Ludus Bratislava, DAB Nitra, SND Bratislava a v Túlavém divadle v Trnavě. V Radošinském naivním divadle působí od roku 2007.
Se Zuzanou Šebovou tvoří pár. Poprvé se spolu setkali při natáčení seriálu Ordinace v růžové zahradě.
Hrají spolu v seriálu Horná Dolná.

## Filmografie
- 2007 - Ordinácia v ružovej záhrade
- 2008 - Profesionáli
- 2008 - Panelák
- 2008 - Mesto tieňov
- 2010 - Nesmrtelní: Fejs
- 2010 - Nesmrteľní
- 2011 - Kinofil
- 2011 - Dr. Ludsky
- 2012 - Haló
- 2013 - M is for Malnutrition
- 2013 - Len tak prišli
- 2013 - Kandidát
- 2014 - Superhrdinovia
- 2014 - Polobločno
- 2014 - Kredenc
- 2015 - Horná Dolná
- 2021 - Oteckovia
- 2021 - Pumpa